# Natsu Miyashita
Natsu Miyashita (宮下奈都, Miyashita Natsu) is een Japanse auteur van meerdere korte verhalenbundels en romans. Ze is geboren in 1967 in Fukui (stad), Fukui, Japan. Met de roman Het woud van wol en staal kreeg ze bekendheid bij het grote publiek.

## Levensloop
Natsu Miyashita (1967) is geboren in de stad Fukui. Miyashita was al op jonge leeftijd geïnteresseerd in literatuur, las veel en schreef ook graag als schoolmeisje. Ze volgde middelbaar onderwijs op de Fukui Prefectural High School en ging vervolgens filosofie studeren aan de Sophia Universiteit in Tokyo. Na haar afstuderen in 1989, trouwde ze en keerde terug naar haar geboorteplaats. Ze kreeg drie kinderen en begon tijdens haar derde zwangerschap met schrijven van fictie met als resultaat haar debutroman, Silent Rain (Shizuka na ame). In 2013 verbleef Miyashita met haar gezin een jaar lang in Shintoku, een bergdorpje bij de berg Tomuraushi in het Daisetsuzan National Park, op Hokkaido in het noorden van Japan. Dit verblijf inspireerde twee van haar boeken: Het woud van wol en staal (Hitsuji tot hagane no mori) en Playground of the Gods (Kamisama-tachi no asobu niwa).

## Literaire carrière
Miyashita's debutroman, Silent Rain (Shizuka na ame) kreeg in 2004 een eervolle vermelding in de Bungakukai Prize for New Writers competitie. De verhalenbundel Someone Is Missing (Dare ka ga tarinai) behaald de zevende plaats bij de Japan Booksellers Award in 2011. Haar meest bekende roman is Het woud van wol en staal (Hitsuji tot hagane no mori), in de Nederlandse vertaling uitgegeven door Meulenhoff. Deze roman, waarin een jonge man uit Hokkaido, Tomura, een opleiding tot pianostemmer volgt en op zoek gaat naar schoonheid en perfectie, werd alleen al in Japan een bestseller en verkocht meer dan een miljoen boeken. De roman haalde de eerste plaats bij de Japan Booksellers Award in 2016 en stond op de shortlist voor de prestigieuze Naoki Prize. In 2018 wordt de roman verfilmd door regisseur Kojiro Hashimoto. In 2019 wordt de roman Silent Rain verfilmd door regisseur Ryutaro Nakagawa. 

## Weblinks
- (en)   Natsu Miyashita in de Internet Movie Database